# Robert Taylor (fotbollsspelare)
Robert Thomas Taylor, född 21 oktober 1994, är en finländsk fotbollsspelare som spelar för amerikanska Major League Soccer-klubben Inter Miami. Han representerar även Finlands landslag.

## Karriär
Den 11 februari 2022 värvades Taylor av amerikanska Major League Soccer-klubben Inter Miami, där han skrev på ett tvåårskontrakt.